# ماري ميسيل
ماري ميسيل (بالإنجليزية: Marie Angel)‏ هي مغنية أوبرا ومغنية أسترالية، ولدت في 3 يونيو 1953.

## وصلات خارجية
- ماري ميسيل على موقع ميوزك برينز (الإنجليزية)
- ماري ميسيل على موقع ديسكوغز (الإنجليزية)